# Moll Flanders (TV-serie)
Moll Flanders (engelska: The Fortunes and Misfortunes of Moll Flanders) är en brittisk dramaserie från 1996. Serien är baserad på Daniel Defoes roman The Fortunes and Misfortunes of the Famous Moll Flanders eller Moll Flanders från 1722. Serien sändes för första gången i Sverige 15 december 1996 på TV4.

## Handling
Moll Flanders föds på Newgatefängelset i London och börjar livet bokstavligen på botten av samhället. Men hon är beslutsam om att söka sin lycka. 
På mer eller mindre ärliga sätt prövar hon lyckan med män och i affärer. Men hon överträder lagens gränser mer än en gång och hamnar åter innanför Newgates murar, där hon kallas den farligaste kvinnan i England. 
Hur det är ställt med hennes moral och hur allvarliga hennes synder är det får tittaren själv avgöra, då Moll frågar: 'Vad skulle ni ha gjort?' 

## Rollista i urval
- Alex Kingston - Moll Flanders
- Daniel Craig - James 'Jemmy' Seagrave
- Struan Rodger - Mr. Richardson
- Maureen O'Brien - Mrs. Richardson
- Colin Buchanan - Rowland
- Ian Driver - Robin
- Caroline Harker - Maria
- Dawn McDaniel - Emily
- Christopher Fulford - Daniel Dawkins
- Tom Ward - Lemuel
- Diana Rigg - Mrs. Golightly
- James Fleet - James Bland
- Nicola Walker - Lucy Diver
- Patti Love - Mrs. Riordan
- James Bowers - fångvaktare
- Nicola Kingston - Molls mor
- Lucy Evans - Moll som barn
- Chrissie Cotterill - Mrs. Fairley
- Trevyn McDowell - Mrs. Seagrave
- Anthony O'Donnell 	- katolsk präst

## DVD
Serien finns utgiven på DVD i Sverige.